# Kanton Rouen-1
Der Kanton Rouen-1 ist seit 2015 ein französischer Wahlkreis für die Wahl des Départementrats im Arrondissement Rouen im Département Seine-Maritime in der Region Normandie. Das Bureau centralisateur befindet sich in Rouen. Zum Kanton gehört der nordwestliche Teil der Gemeinde Rouen.